# Нейпелс (Техас)
Нейпелс (англ. Naples) — місто (англ. town) в США, в окрузі Морріс штату Техас. Населення — 1387 осіб (2020).

## Географія
Нейпелс розташований за координатами 33°12′7″ пн. ш. 94°40′44″ зх. д. / 33.20194° пн. ш. 94.67889° зх. д. (33.201949, -94.678985).  За даними Бюро перепису населення США в 2010 році місто мало площу 6,18 км², з яких 6,13 км² — суходіл та 0,05 км² — водойми.

## Демографія
Згідно з переписом 2010 року, у місті мешкало 1378 осіб у 603 домогосподарствах у складі 362 родин. Густота населення становила 223 особи/км².  Було 706 помешкань (114/км²).
Расовий склад населення:
| - 65,7 % — білих - 28,7 % — чорних або афроамериканців - 0,9 % — корінних американців - 2,2 % — осіб інших рас |

До двох чи більше рас належало 2,5 %. Частка іспаномовних становила 4,6 % від усіх жителів.
За віковим діапазоном населення розподілялося таким чином: 24,0 % — особи молодші 18 років, 57,5 % — особи у віці 18—64 років, 18,5 % — особи у віці 65 років та старші. Медіана віку мешканця становила 40,0 року. На 100 осіб жіночої статі у місті припадало 87,7 чоловіків;  на 100 жінок у віці від 18 років та старших — 80,5 чоловіків також старших 18 років.
Середній дохід на одне домашнє господарство  становив 41 967 доларів США (медіана — 27 609), а середній дохід на одну сім'ю — 51 333 долари (медіана — 35 152). Медіана доходів становила 38 750 доларів для чоловіків та 28 750 доларів для жінок. За межею бідності перебувало 22,4 % осіб, у тому числі 34,2 % дітей у віці до 18 років та 15,1 % осіб у віці 65 років та старших.
Цивільне працевлаштоване населення становило 591 особа. Основні галузі зайнятості: освіта, охорона здоров'я та соціальна допомога — 23,4 %, роздрібна торгівля — 20,1 %, виробництво — 15,2 %, публічна адміністрація — 10,7 %.